# Siobhan Hayes
Siobhan Hayes est une actrice britannique née le 23 avril 1975.

## Filmographie sélective

### Cinéma
- 1985 : La Chair et le Sang de Paul Verhoeven : enfant du château
- 2001 : Iris de Richard Eyre
- 2011 : Horrid Henry : The Movie de Nick Moore : Mamman

### Télévision
- 1991-2008 : EastEnders
- 1992-2000 : The Bill
- 2002 : Ma tribu : Abi Harper
- 2003 : Little Britain
- 2004 : Miss Marple
- 2005-2018 : Holby City : Maeve Atwater / Tracey Owen / Eve Lewis